# STAR (aviation)
Pour les articles homonymes, voir STAR, Star et The Star.

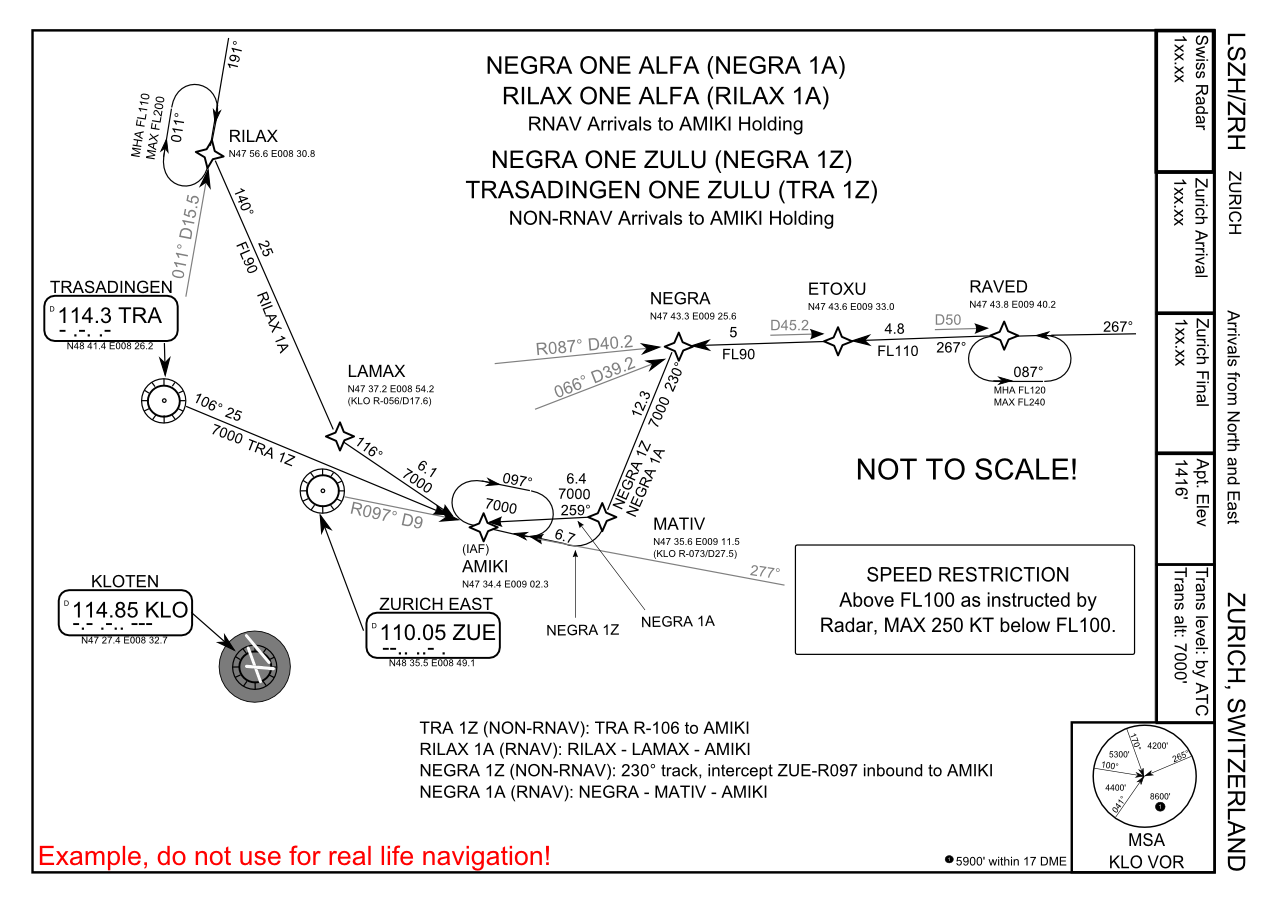
STAR de l'aéroport de Zurich.

Une procédure STAR, signifiant Standard Instrument Arrival (la FAA utilise également terme Standard Terminal Arrival Route) est la route à suivre à l'arrivée sur un aéroport par un aéronef évoluant en régime de vol IFR.
Une STAR est une route d'arrivée IFR codée par le contrôle de la circulation aérienne établie pour être appliquée aux aéronefs IFR à l'arrivée à destination de certains aéroports. Les procédures PBN pour les arrivées ont le même objectif mais ne sont utilisées que par les aéronefs équipés de systèmes de gestion de vol (FMS) ou de GPS. L'objectif des deux est de simplifier les procédures de délivrance des autorisations et de faciliter la transition entre la phase en route et la phase d'approche.
Elle est publiée sur une carte qui regroupe la projection au sol de la trajectoire à suivre (distance et relèvement par rapport à l'aéroport ou par rapport à une balise) ainsi que les différentes altitudes et vitesses de survol.
La procédure STAR est suivie par la procédure d'approche pour la piste en service sur l'aéroport de destination.